# Списак градова у Летонији
У Летонији званично постоји 76 градова (лет.: Pilsētas). По државном закону звање града може добити свако насеље са више од 2.000 становника, које културно и индустријско средиште са развијеним друштевним и јавним установама. У посебним приликама и мања насеља могу добити звање града.
У Летонији постоје два нивоа градова:
- Велики или главни или „републички“ градови (лет.: Republikas Pilsētas) - Градови са развијеним друштвеним и културно-образовним установама и најмање 50.000 становника. У посебним приликама и мањи градови могу добити звање „републичког града“. Данас има 9 градова са овим звањем.
- Мањи или „рејонски“ градови (лет.: Rajonu Pilsētas) - Градови са мање 50.000 становника. Већина њих (67) има испод 10.000 становника.

## Главни градови
| Град                | Права Града | Становништво (2004. г.) | Становништво (2011. г.) |
| Валмијера изговорⓘ  | 1323. г.    | 27.423 становника.      | 25.130 становника.      |
| Вентспилс изговорⓘ  | 1378. г.    | 44.130 становника.      | 38.750 становника.      |
| Даугавпилс изговорⓘ | 1582. г.    | 111.231 становника.     | 93.312 становника.      |
| Јекабпилс изговорⓘ  | 1670. г.    | 26.645 становника.      | 24.635 становника.      |
| Јелгава изговорⓘ    | 1573. г.    | 66.088 становника.      | 59.511 становника.      |
| Јурмала изговорⓘ    | 1959. г.    | 55.452 становника.      | 50.840 становника.      |
| Лијепаја изговорⓘ   | 1625. г.    | 86.476 становника.      | 76.731 становника.      |
| Резекне изговорⓘ    | 1773. г.    | 37.223 становника.      | 32.328 становника.      |
| Рига pronunciationⓘ | 1225. г.    | 735.241 становника.     | 658.640 становника.     |

## Остали градови
- Подебљаним словима назначени градови са више од 10.000 становника

| - Ајнажи - Ајзкраукле - Ајзпуте - Акнисте - Алоја - Алуксне - Апе - Ауце - Балдоне - Баложи - Балви - Бауска - Брочени - Валдемарпилс | - Валка - Валмиера - Вангажи - Варакљани - Виесите - Виљака - Виљани - Дагда - Добеле - Дурбе - Гробиња - Гулбене - Зилупе - Икшкиле | - Илуксте - Јаунјеглава - Калнцијемс - Кандава - Карсава - Краслава - Кулдига - Лиелварде - Лигатне - Лимбажи - Ливани - Лубана - Лудза | - Мадона - Мазсалаца - Огре - Олајне - Павилоста - Пилтене - Плавињас - Прејли - Приекуле - Рујијена - Сабиле - Салацгрива - Саласпилс - Салдус | - Саулкрасти - Седа - Сигулда - Скрунда - Смилтене - Стајцеле - Стенде - Стренчи - Субате - Талси - Тукумс - Ћегумс - Цесис - Цесвајне |